# Julian Wadham
| Julian Wadham                             | Julian Wadham                               |
| Kattints az alábbi külső linkek egyikére! | Kattints az alábbi külső linkek egyikére!   |
| ----------------------------------------- | ------------------------------------------- |
| Nem található szabad kép.(?)              |                                             |
| külső link · jogvédett                    | Madox szerepében, Az angol beteg-ben (1996) |

Julian Neil Rohan Wadham (Ware, Hertfordshire, 1958. augusztus 7.) angol színpadi, film- és televíziós színész. Vezető brit színpadokon játszott klasszikus és kortárs darabokban. Számos filmes mellékszerepben szerzett elismerést, olyan világsztárok mellett, mint Bob Hoskins, John Hurt, Gérard Depardieu, Ralph Fiennes, Juliette Binoche, Ian Holm és Ben Kingsley.

## Élete

### Származása, tanulmányai
Édesapja, Rohan Neil Wadham a második világháborúban a légierő pilótája volt, kiemelkedő érdemeiért megkapta a magas presztízsű Distinguished Flying Cross (DFC) kitüntetést. Édesanyja Juliane Macdonald Walker volt. Julian a szülők harmadik gyermekeként született 1958-ban. A North Yorkshire-i Ampleforth College-ba járt, itt Rupert Everett volt egyik osztálytársa. Dolgoztak az iskola színkörében, bár mindkettőjüknek gyakran kellett női szerepeket is eljátszaniuk. Ezután Wadham a londoni Royal Central School of Speech and Drama színművészeti főiskolára járt, ahol 1980-ban szerzett színészi oklevelet.

### Színészi pályája
Hat hónapon át dolgozott színpadmesterként az ipswichi Wolsey Színházban, hogy jogot nyerjen a brit színészek szakszervezetének, az Equitynek tagságára. Színpadi színészként kezdett játszani. Első nagy sikerű színpadi szerepét, Barclay alakításával a Queen’s Színházban aratta, Julian Mitchell.: Another Country című drámájának eredeti, West End-i változatában, Rupert Everett and Kenneth Branagh társaságában. 2014-ben, ugyanennek a darabnak a Trafalgar Stúdió általi felújításában már egy másik karaktert játszott el, Vaughan Cunninghamet. 

A Royal Court Színházban, az English Stage Company tagjaként, a Max Stafford-Clark rendezésében színre vitt Louise Page-darabban, a Falkland Sound-ban Tinker tengerészhadnagyot játszotta Paul Jessonnal, Lesley Manville-lel és Marion Bailey-vel, majd Plume kapitányt George Farquhar: The Recruiting Officer-jében, Jake-et Caryl Churchill: Serious Money-jában (with Linda Bassett, Lesley Manville, Alfred Molina, Gary Oldman és Meera Syal mellett).
Játszott Jeremy Herrin színházrendező keze alatt Polly Stenham: That Face c. színművében, a Royal Court és a Duke of York színházakban, Lindsay Duncan, Matt Smith és Felicity Jones mellett.
A National Theatre színpadán a Nicholas Hytner által rendezett György király-előadásban szerepelt, mint Williamm Pitt miniszterelnök, a főszereplő Nigel Hawthorne (a beteg király) partnereként – mindketten ugyanezeket a szerepeket játszották Nicholas Hytner filmrendező 1994-es György király című filmdrámájában is, – majd Don Pedrót alakította a Sok hűhó semmiért-ben (Simon Russell Beale és Zoe Wanamaker társaságában), főszerepet játszott Richard Eyre rendezésében, a Tartuffe-ben és a The Changeling-ben, utóbbiban Miranda Richardsonnal együtt, továbbá a Harold Pinter által írt–rendezett Hegylakók nyelvében. 
A londoni Haymarket Színházban a Trevor Nunn által rendezett A vihar-ban Antoniót alakította, Ralph Fiennes mellett. A kingstoni Rose Színházban Thészeuszt játszotta a Szentivánéji álomban, Judi Dench mellett, Peter Hall rendezésében. 
További jeles színdarabokban is játszott, volt Dorfling marsall Kleist Homburg hercegében, Brock a Plenty-ben Cate Blanchett-tel, Elyot a Private Lives-ban, játszott Edward Fox és Claire Higgins mellett a Ha egybekelünk-ben.
Sikeres mozifilmekben (Az angol beteg, A főbiztos, Hűségeskü, Ördögűző: Dominium, Vidám háború) és televíziós sorozatokban játszott alkalmi vagy rendszeres szereplőként (Átmeneti üresedés, Silk, Kisvárosi gyilkosságok, Lewis – Az oxfordi nyomozó, Middlemarch, Brown atya, Titkok kertjei, Dalziel és Pascoe nyomoz). Jellemzően higgadt, kiegyensúlyozott, választékos beszédű „nagyon brit” karaktereket jelenített meg, tisztviselőket, családapákat, katonatiszteket, tanárokat. 
2014 decemberében a Miramax filmgyárhoz szerződött Alexandre Aja rendező Louis Drax kilencedik élete című thrilleréhez, ahol Dr. Janeket játszotta, Aaron Paul, Jamie Dornan, Sarah Gadon, Oliver Platt, Molly Parker és Barbara Hershey társaságában. A filmet 2016-ban mutatták be.
2015 decemberében a Big Finish Productions által készített rádiójáték-sorozatok újabb fordulójában, a nagymúltú Bosszúállók sorozat új rádiójáték-feldolgozásában (The Avengers – The Lost Episodes) ő kapta a főszereplő John Steed ügynök szerepét. Partnerét, Emma Peelt Olivia Poulet alakította.

### Magánélete
1990-ben vette feleségül vette Shirley J. Cassedy angol színésznőt. Négy fiuk született, William Francis (1991), Thomas Wyndham (1992), Oliver Julian (1994) és Samuel Nicholas (1997). 2004-ben elváltak.

## Főbb filmszerepei
- 2022: 88; Sam Trask
- 2020: Szingapúri szorítás (The Singapore Grip), tévésorozat; Solomon Langfeld
- 2019: A nevek dala (The Song of Names); Mr. Bailey
- 2018: The Happy Prince; Mr. Arbuthnott
- 2016–2017: Outlander – Az idegen (Outlander), tévésorpzat; Lord George Murray tábornok
- 2017: Viktória királynő és Abdul (Victoria & Abdul); Alick Yorke
- 2017: Churchill; Montgomery tábornok
- 2017: Halál a paradicsomban (Death in Paradise), tévésorozat; Frank Henderson
- 2016: Brother Francis: The Barefoot Saint of Assisi, podcast sorozat; III. Ince pápa
- 2016: Tokyo Trial, tévé-minisorozat; Erima H. Northcroft
- 2016: Louis Drax kilencedik élete (The 9th Life of Louis Drax); Dr. Janek
- 2015: Átmeneti üresedés (The Casual Vacancy); Aubrey Sweetlove
- 2014: A királynőért és a hazáért (Queen & Country); Fielding ezredes
- 2013: Brown atya (Father Brown), tévésorozat; Adams ezredes
- 2012: A bűnbak (The Scapegoat); iskolaigazgató
- 2012: Most jó (Now Is Good); Dr. Ryan
- 2012: A helyőrség: Fekete nap (A helyőrség: Fekete nap); Francis Hunt
- 2012: Derűs égbolt esküvőre (Cheerful Weather for the Wedding); Bob bácsi
- 2011: A Vaslady (The Iron Lady); Francis Pym
- 2011: Hadak útján (War Horse); Trench Captain
- 2011: Downton Abbey, tévésorozat; Sir Herbert Strutt tábornok
- 2010: Legacy; Gregor Salenko
- 2009: Tízperces mesék ( 10 Minute Tales), tévésorozat; új barát
- 2009: Kettős azonosság (Double Identity); Sterling
- 1999–2009: Kisvárosi gyilkosságok (Midsomer Murders), két epizódban, William Chettham / Simon Fletcher
- 2009: Lewis – Az oxfordi nyomozó (Lewis), tévésorozat; Tom Rattenbury
- 2008: Heartbeat, tévésorozat; Gordon Radford
- 2008: A helyőrség (Outpost); Francis Hunt
- 2008: Foyle háborúja (Foyle’s War), tévésorozat; Stephen Foster kapitány
- 2007: Édes fiam, Jack (My Boy Jack); tévéfilm; V. György király
- 2006: Goya kísértetei (Goya’s Ghosts); Joseph Bonaparte
- 2006: Nürnberg: Nácik a bíróság előtt (Nuremberg: Nazis on Trial), tévé-dokumentumfilmsorozat; David Maxwell Fyfe
- 2006: Agatha Christie: Marple, tévésorozat; Szunnyadó gyilkosság c. rész; Kelvin Halliday
- 2005: Wallis és Edward ( Wallis & Edward), tévéfilm; Alec Hardinge, VIII. Eduárd magántitkára
- 2005: Egyiptom (Egypt), tévé-dokumentumfilmsorozat; Lord Carnarvon
- 2005: Taggart felügyelő (Taggart), tévésorozat; Johnny Lewis-Scott tábornok
- 2005: Gyerekkorom Afrikában (Wah-Wah); Charles Bingham
- 2005: Ördögűző: Dominium (Dominion: Prequel to the Exorcist); Granville őrnagy
- 2005: Dalziel és Pascoe nyomoz (Dalziel and Pascoe), tévésorozat; Richard Johnstone
- 2004: Az Alan Clark-naplók (The Alan Clark Diaries), tévésorozat; Julian Scopes
- 2004: Sherlock Holmes és a selyemharisnya esete (Sherlock Holmes and the Case of the Silk Stocking), tévéfilm; Hugo Massingham
- 2004: Titkok kertjei (Rosemary & Thyme), tévésorozat; Lord Engleton
- 2004: Az ördögűző: A kezdet (Exorcist: The Beginning); Granville őrnagy
- 2004: Hűségeskü (A Different Loyalty); Andrew Darcy
- 2004: Wren: The Man Who Built Britain; tévé-dokumentumfilm; II. Károly király
- 2003: Hitler: A gonosz születése (The Rise of Evil), tévé-minisorozat, Mayr százados
- 2003: Katonazsaru (Red Cap), tévésorozat; John Cosgrove alezredes
- 2002: Kémvadászok (Spooks), tévésorozat; Derek Morris
- 2002: Linley felügyelő nyomoz (The Inspector Lynley Mysteries), tévésorozat; David Sydeham
- 2002: A Touch of Frost, tévésorozat; Harry Monkton
- 2001: Cigánylány (Gypsy Woman); Stanley
- 2001: Magas sarok, alvilág (High Heels and Low Lifes); Rogers
- 1999: Hegylakó – A holló (Highlander: The Raven), tévésorozat; Dr. Julian Heller
- 1998: Kavanagh QC, tévésorozat; Giles Glazebrook QC
- 1998: A főbiztos (The Commissioner); a miniszterelnök
- 1997: Körtánc az idő dallamára (A Dance to the Music of Time); tévé-minisorozat; Liddament tábornok
- 1997: Vidám háború (Keep the Aspidistra Flying); Ravelston
- 1997: Ruth Rendell Mysteries; tévésorozat; John Dyson
- 1997: Repülni szárnyak nélkül (The Wingless Bird), tévé-minisorozat; Reginald Farrier
- 1996: Az angol beteg ( The English Patient); Madox
- 1996: A titkosügynök (The Secret Agent); felügyelő-helyettes
- 1994: György király (The Madness of King George); Pitt
- 1994: The Trial of Lord Lucan, tévéfilm; Lord Lucan
- 1994: Middlemarch, tévé-minisorozat; Sir James Chettam
- 1992: Goodbye Cruel World, tévé-minisorozat; Gavin Kaye
- 1991: Agatha Christie: Poirot, tévésorozat; A Plymouth Expressz c. rész; Rupert Carrington
- 1990: Bergerac, tévésorozat; David Russell
- 1988: Harold Pinter: Mountain Language; tévé-rövidfilm; tiszt
- 1988: Blind Justice, tévé-minisorozat; James Bingham
- 1988: Baleseti sebészet (Casualty); Tony Vassar tiszteletes
- 1986: Lord Mountbatten: The Last Viceroy, tévé-minisorozat; Arthur
- 1981: Play for Today, tévésorozat; Country c. rész, Robert Carlion

## Elismerései, díjai
- 1997: a 3. Screen Actors Guild-gálán jelölték Az angol beteg című filmet legjobb szereplőgárda (mozifilm) kategóriában.

## További információ
- Julian Wadham a PORT.hu-n (magyarul)
- Julian Wadham az Internetes Szinkronadatbázisban (magyarul)
- Julian Wadham az Internet Movie Database-ben (angolul)
- Julian Wadham a Rotten Tomatoeson (angolul)
- Julian Wadham. Filmkatalógus.hu (magyarul)
- Julian Wadham az AlloCiné weboldalán (franciául)
- Julian Wadham Profile (angol nyelven). famousfix.com. (Hozzáférés: 2023. január 18.)
- Julian Wadham - Be Heard Voices (színészhang-ügynökség). BHV